# Cathédrale du Saint-Rosaire de Vancouver
Cet article concerne la cathédrale catholique de Vancouver. Pour la cathédrale anglicane, voir Cathédrale de l'Église du Christ.
La cathédrale du Saint-Rosaire (en anglais : Holy Rosary Cathedral) est l'église-mère de l'archidiocèse de Vancouver au Canada. L'archevêque siégeant à la cathédrale est John Michael Miller (en) depuis 2009.

## Historique

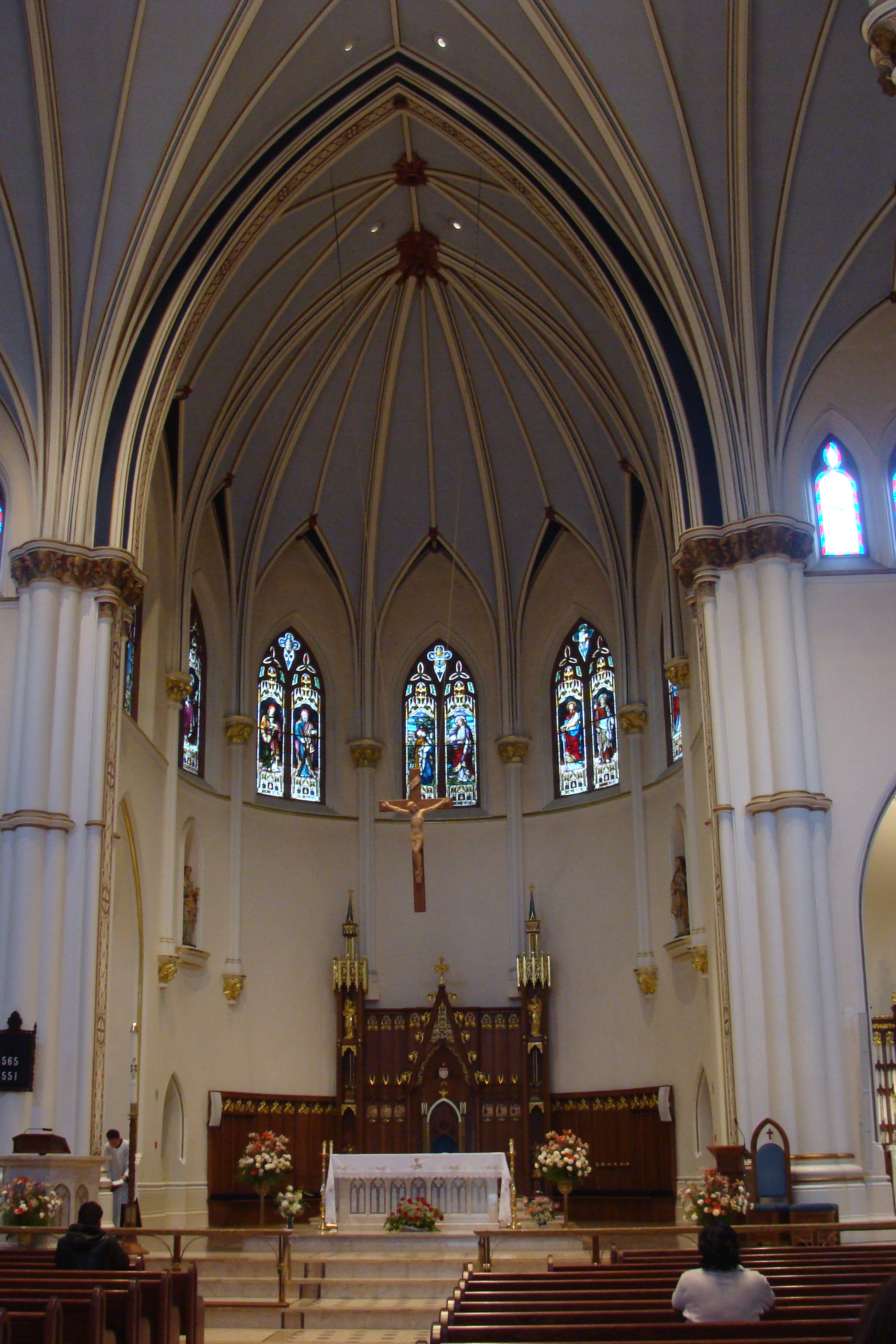
L'autel.

L'histoire de la paroisse remonte à 1885 sous l'épiscopat de Louis-Joseph d'Herbomez. L'église est agrandie en 1898 par J. M. McGuckin, membre des Oblats de Marie-Immaculée. La première messe dans la nouvelle église a lieu le 8 décembre 1900, fête de l'Immaculée-Conception. 
Les dimensions de l'église sont 161 pieds de long, 104 pieds de large et 217 pieds de haut. Elle a été construite par T. E. Julian et H. J. Williams. Des rénovations et ajouts ont été effectués en 1984, 1995 et 1999.